# Saka no Ue no Kumo (Fernsehserie)
Saka no Ue no Kumo (jap. 坂の上の雲) ist eine japanische Dorama-Fernsehserie des Senders NHK, die ab dem 29. November 2009 bis 2011 ausgestrahlt wurde. Die Fernsehserie umfasst 13 Episoden, die jeweils 90 Minuten lang sind. Die 1. Staffel mit fünf Episoden wurde 2009 ausgestrahlt, während die 2. Staffel (Ausstrahlung 2010) und 3. Staffel (Ausstrahlung 2011) jeweils vier Episoden hatten. Die meisten Szenen wurden in Japan gedreht und nur eine Episode der 2. Staffel wurde in Lettland produziert. Die Fernsehserie basiert auf dem gleichnamigen Roman Saka no Ue no Kumo von Shiba Ryōtarō, der von Hisashi Nozawa adaptiert wurde.
Das Titellied heißt „Stand Alone“. Er wurde von Joe Hisaishi komponiert, der Text stammt von Kundo Koyama. Gesungen wurde das Lied von der britischen Sopranistin Sarah Brightman.

## Handlung
Die Fernsehserie spielt während der Meiji-Zeit in Japan und fokussiert sich auf drei Figuren, die alle aus der Stadt Matsuyama kommen: Akiyama Yoshifuru, sein Bruder Akiyama Saneyuki, und sein Freund Masaoka Tsunenori, besser bekannt als Masaoka Shiki. Die Handlung folgt dem Leben der Hauptdarsteller von ihrer Jugend, über den Ersten Japanisch-Chinesischen Krieg bis zum Russisch-Japanischen Krieg.

## Produktion
- Vorlage: Ryōtarō Shiba
- Drehbuch: Hisashi Nozawa
- Musik: Joe Hisaishi
- Historische Recherche: Yasushi Toriumi
- Erzähler: Ken Watanabe
- Produktionsleiter: Yasuhiro Kan
- Casting: Mineyo Satō

## Darsteller

### Akiyama-Familie
- Masahiro Motoki als Akiyama Saneyuki
- Hiroshi Abe als Akiyama Yoshifuru
- Shirō Itō als Akiyama Hisataka
- Keiko Takeshita als Akiyama Sada
- Takako Matsu als Akiyama Tami

### Masaoka-Familie
- Teruyuki Kagawa als Masaoka Shiki
- Miho Kanno als Masaoka Ritsu
- Mieko Harada als Masaoka Yae
- Ichiro Shinjitsu als Ōhara Kanzan
- Yūto Uemura als Katō Tsunetada

### Marine-Angehörige und deren Familien
- Takahiro Fujimoto als Hirose Takeo
- Tsurutarō Kataoka als Yashiro Rokurō
- Tetsuya Watari als Tōgō Heihachirō
- Kōji Ishizaka als Yamamoto Gonbei
- Masao Kusakari als Katō Tomosaburō
- Hiroshi Tachi als Shimamura Hayao
- Masaya Kato als Arima Ryokitsu
- Akira Nakao als Hidaka Sōnojō
- Kisuke Iida as Takarabe Takeshi

### Armee-Angehörige und deren Familien
- Kōji Matoba als Nagaoka Gaishi
- Hideki Takahashi als Kodama Gentarō
- Tōru Emori als Yamagata Aritomo
- Masakane Yonekura als Ōyama Iwao
- Akira Emoto als Nogi Maresuke
- Kyōko Maya als Nogi Shizuko
- Shinya Tsukamoto als Akashi Motojirō
- Jun Kunimura als Kawakami Sōroku
- Takehiro Murata als Ijichi Kōsuke
- Takaaki Enoki als Mori Rintarō
- Daijirō Tsutsumi als Iguchi Shōgo
- Atsushi Miyauchi als Fujii Shigeta

### Politiker und deren Familien
- Gō Katō als Itō Hirobumi
- Toshiyuki Nishida als Takahashi Korekiyo
- Naoto Takenaka als Komura Jutarō
- Ren Ōsugi als Mutsu Munemitsu
- Shin'ya Ōwada als Inoue Kaoru
- Toshiki Ayata als Katsura Tarō

### Weitere Personen
- Shirō Sano als Kuga Katsunan
- Kenzō als Kojima Ichinen
- Yukiyoshi Ozawa as Natsume Sōseki
- Julian Glover als Alfred Thayer Mahan
- Marina Aleksandrova als Ariadna

## Episodenüberblick

### 1. Staffel: 1868–1900
| Staffel # | Episode # | Titel                     | Regie           | Einschaltquote | Ausstrahlungsdatum |
| --------- | --------- | ------------------------- | --------------- | -------------- | ------------------ |
| 1         | 1         | Shōnen no Kuni (少年の国) | Takeshi Shibata | 17,7 %         | 29. November 2009  |
| 1         | 2         | Seiun (青雲)              | Takeshi Shibata | 19,6 %         | 6. Dezember 2009   |
| 1         | 3         | Kokka Meidō (国家鳴動)    | Takeshi Shibata | 19,5 %         | 13. Dezember 2009  |
| 1         | 4         | Nisshin Kaisen (日清開戦) | Takeshi Shibata | 17,8 %         | 20. Dezember 2009  |
| 1         | 5         | Ryūgaku Sei (留学生)      | Ryūji Isshiki   | 12,9 %         | 27. Dezember 2009  |

### 2. Staffel: 1900–1904
| Staffel # | Episode # | Titel                      | Regie           | Einschaltquote | Ausstrahlungsdatum |
| --------- | --------- | -------------------------- | --------------- | -------------- | ------------------ |
| 2         | 6         | Nichiei Dōmei (日英同盟)   | Mikio Satō      | 14,7 %         | 5. Dezember 2010   |
| 2         | 7         | Shiki, Yuku (子規、逝く)   | Mikio Satō      | 15,0 %         | 12. Dezember 2010  |
| 2         | 8         | Nichiro Kaisen (日露開戦)  | Takafumi Kimura | 14,7 %         | 19. Dezember 2010  |
| 2         | 9         | Hirose, Shisu (広瀬、死す) | Takafumi Kimura | 9,7 %          | 26. Dezember 2010  |

### 3. Staffel: Russisch-Japanischer Krieg
| Staffel # | Episode # | Titel                         | Regie           | Einschaltquote | Ausstrahlungsdatum |
| --------- | --------- | ----------------------------- | --------------- | -------------- | ------------------ |
| 3         | 10        | Ryojun Sōkōgeki (旅順総攻撃)  | Taku Kato       | 12,7 %         | Dezember 2011      |
| 3         | 11        | 203 Kōchi (二〇三高地)        | Taku Kato       | 11,0 %         | Dezember 2011      |
| 3         | 12        | Tekikan Miyu (敵艦見ゆ)       | Takafumi Kimura | 11,1 %         | Dezember 2011      |
| 3         | 13        | Nihon-kai Kaisen (日本海海戦) | Taku Kato       | 11,4 %         | Dezember 2011      |

Die erste Staffel wurde am 15. März 2010 auf 5 DVDs veröffentlicht, die zweite Staffel im Frühling 2011 auf 4 DVDs und die dritte Staffel im Frühling 2012 auf 4 DVDs.

## Auszeichnungen
Die Serie wurde in zwei aufeinander folgenden Jahren bei den 38. (2010) und 39. (2011) Emmy Awards in der Kategorie Bestes Drama nominiert.

## Soundtrack und Bücher

### Soundtrack
- Saka no ue no kumo Original Soundtrack, 18. Dezember 2009, EMI Music Japan

### Bücher
- NHK Special Drama, Historical handbook, Saka no ue no kumo (30. Oktober, 2009) ISBN 978-4-14-910729-5
- NHK Special Drama guide, Saka no ue no kumo Part1 (30. Oktober, 2009) ISBN 978-4-14-407160-7
- NHK Special Drama guide, Saka no ue no kumo Part2 (25. Oktober, 2010) ISBN 978-4-14-407173-7